# Ligne Lioublinsko-Dmitrovskaïa
La ligne Lioublinsko-Dmitrovskaïa (en russe : Люблинско-Дмитровская линия), anciennement ligne Lioublinskaïa, est la dixième ligne du métro de Moscou. Elle compte 26 stations et elle s'étend sur 44,3 km. La vitesse moyenne du métro est de 40 km/h.

## Histoire

### Chronologie
| Segment                                 | Date d'ouverture  | Longueur |
| --------------------------------------- | ----------------- | -------- |
| Tchkalovskaïa–Voljskaïa                 | 28 décembre 1995  | 12.1 km  |
| Voljskaïa–Marino                        | 25 décembre 1996  | 5.4 km   |
| Doubrovka (station ajoutée)             | 11 décembre 1999  | –        |
| Tchkalovskaïa–Troubnaïa                 | 30 août 2007      | 3.7 km   |
| Sretenski boulvar (station ajoutée)     | 29 décembre 2007  | –        |
| Troubnaïa–Marina Rochtcha               | 19 juin 2010      | 3.5 km   |
| Marino–Ziablikovo                       | 2 décembre 2011   | 4.5 km   |
| Marina Rochtcha–Petrovsko-Razoumovskaïa | 16 septembre 2016 | 4.4 km   |
| Petrovsko-Razoumovskaïa–Seliguerskaïa   | 22 mars 2018      | 4.9 km   |
| Seliguerskaïa–Fiztekh                   | 7 septembre 2023  | 6 km     |
| Total                                   | 26 Stations       | 44,3 km  |

## Caractéristiques

### Stations et correspondances
|  |   |  | Station                 | Lieu                                          | Correspondance                                                 |
|  | - |  | ----------------------- | --------------------------------------------- | -------------------------------------------------------------- |
|  | • |  | Fiztekh                 | Severny                                       |                                                                |
|  | o |  | Lianozovo               | Dmitrovsky，Vostotchnoïe Degounino，Lianozovo | dans la même station                                           |
|  | • |  | Yakhromskaya            | Dmitrovsky，Vostotchnoïe Degounino            |                                                                |
|  | • |  | Seliguerskaïa           | Beskoudnikovski                               |                                                                |
|  | • |  | Verkhnie Likhobory      | Zapadnoïe Degounino, Beskoudnikovski          |                                                                |
|  | o |  | Okroujnaïa              | Timiriazevski, Marfino                        | dans la même station                                           |
|  | o |  | Petrovsko-Razoumovskaïa | Timiriazevski                                 | dans la même station                                           |
|  | • |  | Fonvizinskaïa           | Boutyrski                                     |                                                                |
|  | • |  | Boutyrskaïa             | Boutyrski                                     | via la station Ostankino                                       |
|  | • |  | Marina Rochtcha         | Marina Rochtcha                               | dans la même station                                           |
|  | • |  | Dostoïevskaïa           | Tverskoï                                      |                                                                |
|  | o |  | Troubnaïa               | Mechtchanski                                  | via la station Tsvetnoï boulvar                                |
|  | o |  | Sretenski boulvar       | Krasnosselski                                 | via la station Tchistye proudy via la station Tourguenievskaïa |
|  | o |  | Tchkalovskaïa           | Basmanny                                      | via la station Kourskaïa (L3) via la station Kourskaïa (L5)    |
|  | o |  | Rimskaïa                | Taganski                                      | via la station Plochtchad Ilitcha                              |
|  | o |  | Krestianskaïa zastava   | Taganski                                      | via la station Proletarskaïa                                   |
|  | • |  | Doubrovka               | Ioujnoportovy                                 |                                                                |
|  | • |  | Kojoukhovskaïa          | Ioujnoportovy                                 |                                                                |
|  | • |  | Petchatniki             | Petchatniki                                   | dans la même station                                           |
|  | • |  | Voljskaïa               | Tekstilchtchiki                               |                                                                |
|  | • |  | Lioublino               | Lioublino                                     |                                                                |
|  | • |  | Bratislavskaïa          | Marino                                        |                                                                |
|  | • |  | Marino                  | Marino                                        |                                                                |
|  | • |  | Borissovo               | Brateïevo                                     |                                                                |
|  | • |  | Chipilovskaïa           | Ziablikovo                                    |                                                                |
|  | o |  | Ziablikovo              | Ziablikovo                                    | via la station Krasnogvardeïskaïa                              |

## Développements récents et futurs
Début novembre 2017, il a été annoncé qu'une nouvelle station, nommée «Ioujny Port», pourrait être construite sur le tronçon Loublinski entre les stations «Kojoukhovskaïa» et «Petchatniki», dans la zone industrielle du même nom. La construction de la station était initialement prévue pour commencer en 2022, avec une ouverture envisagée pour 2024, mais cette dernière a été reportée à 2027. Selon le programme d'investissement adressé de Moscou pour la période 2021-2023, un montant de 7 milliards de roubles sera alloué à la construction de la station, désignée sous le nom de travail de «Ioujny Port».
La possibilité d'un prolongement de la ligne au-delà de la station « Fiztekh » jusqu'à l'aéroport Cheremetievo est à l'étude. Auparavant, il avait été souligné qu'une telle option était exclue en raison de la situation de l'aéroport dans la région de Moscou.